# Karl-Heinz Jettka
Karl-Heinz Jettka (* 16. Juli 1914 in Königsberg; † 20. Februar 1982 in Bremen) war ein bremischer Politiker (SPD). Er war Mitglied der Bremischen Bürgerschaft.

## Biografie

### Familie, Ausbildung und Beruf
Jettka absolvierte nach dem Abitur eine Ausbildung für die Reichsbahn. Er war seit 1934 im gehobenen Dienst der Bahn, zuletzt als Bundesbahnoberamtsrat, beschäftigt. Er wurde 1951 von Braunschweig nach Bremerhaven versetzt und war im Stadtbremischen Überseehafengebiet Bremerhaven Dienststellenleiter des Bahnhofs Seehafen. 1955 zog er nach Bremen um und wurde 1960 Dienststellenleiter des Rangierbahnhofs in Bremen.
Jettka war mit Magdalena Jettka, geb. Bagowsky (1918–2002) verheiratet. Er wurde auf dem Osterholzer Friedhof in Bremen beerdigt.

### Politik
Jettka beantragte am 14. Juli 1937 die Aufnahme in die NSDAP und wurde rückwirkend zum 1. Mai desselben Jahres aufgenommen (Mitgliedsnummer 4.923.775).
Nach dem Krieg wurde er Mitglied der SPD und nahm im SPD-Ortsverein Bremen-Findorff verschiedene Ämter wahr.
Er war von 1971 bis 1982 (†) rund 11 Jahre lang Mitglied der Bremischen Bürgerschaft und in verschiedenen Deputationen der Bürgerschaft tätig.
Weitere Mitgliedschaften
- Jettka war Mitglied im Aufsichtsrat der Espabau (Eisenbahn Spar- und Bauverein Bremen).
- Er war Mitglied im Kirchenvorstand der ev. Martin-Luther-Gemeinde in Findorff.